# Jacques Kallis
Jacques Henry Kallis (Città del Capo, 16 ottobre 1975) è un crickettista sudafricano, ex capitano della nazionale sudafricane e considerato uno dei migliori giocatori della sua generazione per la sua capacità di ottenere alte performance sia come battitore che come lanciatore.

## Biografia
Ha debuttato come professionista nel 1993 con la maglia del Western Province cricket team e nel corso della sua carriera ha giocato anche per il Middlesex County Cricket Club e per il Glamorgan County Cricket Club. Ha militato anche in India nei Kolkata Knight Riders e in Australia con i Sydney Thunder.
Nella sua carriera internazionale è stato una colonna portante della nazionale sudafricana a cavallo tra gli anni '90 e gli anni 2000. Diventando anche capitano della squadra sia in forma test che in forma ODI e diventando uno dei migliori marcatori di runs in entrambe le forme del gioco.
A livello individuale è stato finalista del Sir Garfield Sobers Trophy nel 2004, 2005 e 2008, aggiudicandosi il premio nel 2005 a pari merito con l'inglese Andrew Flintoff.